# Will Poulter
William Jack Poulter (London, 1993. január 28. –) angol színész. 
A Narnia Krónikái: A Hajnalvándor útja (2010) című fantasy-kalandfilmben kapott először fontosabb szerepet. Ezt követően a Családi üzelmek (2013) című filmjével BAFTA-díjat nyert.
Szerepelt még Az útvesztő (2014), A visszatérő (2015), a Detroit (2017), Az útvesztő: Halálkúra (2018), a Fekete tükör – Interaktív (2018) és a Fehér éjszakák (2019) című filmekben. 2021-ben feltűnt a Dopesick című Hulu minisorozatban, amelyért Primetime Emmy-díjra jelölték kiemelkedő mellékszereplő kategóriában. 2023-ban csatlakozott a Marvel-moziuniverzumhoz Adam Warlockként A galaxis őrzői: 3. részében, és visszatérő szerepet kapott az FX A mackó című sorozatában, amiért újabb Emmy-díj jelölést kapott.

## Gyermekkora és tanulmányai
1993. január 28-án született az angliai London közelében található Hammersmithben, Caroline (Barrah) egykori ápolónő és Neil Poulter jeles orvos, valamint a londoni Imperial College kardiovaszkuláris professzorának fiaként. Édesanyja Kenyában nevelkedett.
Tanulója volt a Harrodian Középiskolának, amelynek ismert diákjai között található George MacKay, Robert Pattinson és Jack Whitehall is. Azonban az iskolában sokat küzdött a diszlexia és fejlődési koordinációs zavara miatt, 2013-ban a The Independentnek azt nyilatkozta, hogy: "Úgy érzem, bármennyire is igyekszem, nem számít semmi, mert nem jutok sehová. Gyerekként ez a legdemoralizálóbb dolog. És találni valami hasonló dolgot a drámához, amelyet annyira szerettem ... ez adta a céltudatot."
Poulter lelkes rajongója az Arsenal FC-nek.

## Pályafutása

### 2007–2012
Poulter játszotta Lee Carter szerepét a 2007-es Rémbo fia című filmben, Bill Milner oldalán. Más fiatal színészekkel együtt szerepelt a School of Comedy című sorozatban, amelynek próbaepizódját 2008. augusztus 21-én sugározta a Channel 4 Comedy Lab című műsora, majd 2009-ben megrendelték a teljes sorozatot.
2010-ben Eustace Scrubb karakterét játszotta a Narnia Krónikái: A Hajnalvándor útja című filmben, amelyet az ausztráliai Queenslandben forgattak, ahová néhány családtagja is elkísérte. 2010-ben feltűnt a BBC Three The Fades című 60 perces természetfeletti thriller próbaepizódjában, amelyet Jack Thorne írt. A próbaepizódot 2011-ben hatrészes sorozatként vették fel, amelyben Poulter nem szerepelt.
2011-ben Charlie Creed-Miles mellett Bill fiát, Deant alakította a Dexter Fletcher által rendezett Wild Bill című brit független filmben. A szereposztásban rengeteg brit tehetség szerepelt: Leo Gregory, Neil Maskell, Liz White, Iwan Rheon, Olivia Williams, Jaime Winstone, Andy Serkis és Sean Pertwee, és a Rotten Tomatoes 100%-os eredményt ért el. 2012-ben kezdte meg drámatanulmányait a Bristoli Egyetemen, ahol a Badock Hallban lakott. Egy év után abbahagyta, hogy teljes főállásban a színészettel foglalkozhasson.

### 2013–napjainkig

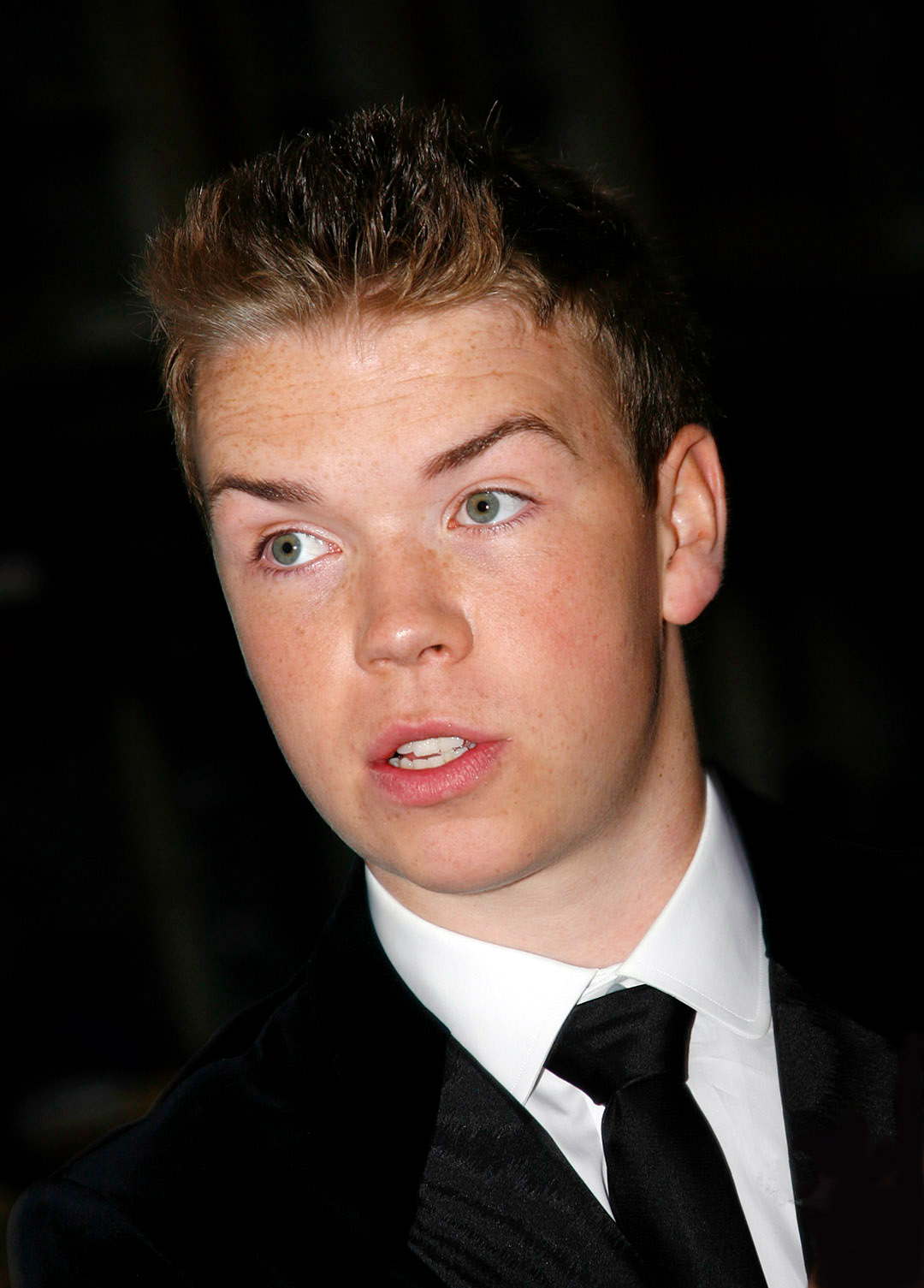
A Családi üzelmek londoni premierjén 2013-ban

2013-ban ő játszotta Kennyt a Családi üzelmek című filmben[19] Jennifer Aniston és Jason Sudeikis oldalán. A Rizzle Kicks „Skip to the Good Bit” című számának klipjében is feltűnt gondnokként. Emellett eredménytelenül jelentkezett Augustus Waters szerepére a Csillagainkban a hiba című romantikus filmdrámában.
2014-ben ő alakította Fordy-t az Ed Speleers, Alfie Allen, Sebastian De Souza és Emma Rigby főszereplésével készült Plastic bűnügyi filmben. Ugyanebben az évben ő játszotta Gallyt Az útvesztő című filmadaptációjában,[19] Dylan O’Brien és Kaya Scodelario mellett. Poulter a későbbiekben úgy jellemezte a filmet és az abban játszott szerepét, mint „fordulópontot” a karrierjében.
2015-ben Jack Reynor és Toni Collette mellett ő alakította Shane-t a Glassland című ír indie filmben.
2014-ben elnyerte a BAFTA Rising Star-díját, amelyet a közönség szavazott meg. Ugyanebben az évben a Családi üzelmekben nyújtott alakításáért elnyerte a legjobb áttörő alakításért járó MTV Movie Awardot és a legjobb csókért járó díjat is (megosztva színésztársaival, Jennifer Anistonnal és Emma Robertsszel).
2014-ben a Vanity Fair júliusi számában 23 feltörekvő színész egyikének választották, akiket a „Hollywood következő hullámaként” emlegettek.

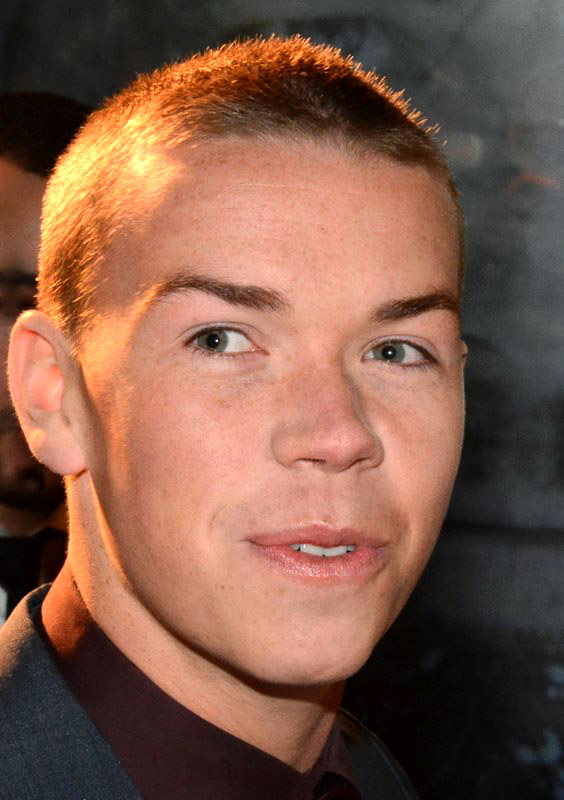
A visszatérő párizsi premierjén 2016-ban

Poulter játszotta Jim Bridgert az Alejandro González Iñárritu által rendezett, Leonardo DiCaprio és Tom Hardy főszereplésével készült A visszatérő bosszú-thrillerben. 2017-ben rasszista rendőrtisztként tűnt fel az 1967-es detroiti zavargásokról szóló Detroit című filmben. Matt Prigge, a Metro munkatársa dicsérte alakítását, aki „félelmetesen magabiztosnak” nevezte.
Poulter eredetileg Pennywise, a táncoló bohóc szerepét kapta az Az (2017) és az Az – Második fejezet (2019) című két természetfeletti horrorfilmben, amelyek Stephen King 1986-os, azonos című epikus természetfeletti horrorregénye alapján készültek. 2016 júniusában azonban bejelentették, hogy Bill Skarsgårdot választották helyette, mivel Poulter az eredeti rendező, Cary Joji Fukunaga távozása után nem tudott részt venni a filmben.
2018-ban újra eljátszotta Gally szerepét Az útvesztő: Halálkúra című filmben, Az útvesztő-filmsorozat harmadik és egyben utolsó részében. Még ugyanebben az évben feltűnt A kis idegen górikus filmdrámában, mint Roderick „Roddy” Ayres  eltorzult arcú, kísérteties háborús veterán. Colin Ritman játékfejlesztő szerepében volt látható a Fekete tükör – Interaktívban, amely a Fekete tükör televíziós sorozat önálló filmje. 2019-ben Ari Aster Fehér éjszakák című horrorfilmjében Mark karakterét alakította. Abban az évben ő és Asim Chaudry adták át Lee Macknek a BAFTA televíziós díjátadón a legjobb színészi alakításért járó díjat a Would I Lie to You? című filmért. 2020-ban részt vett a Supermassive Games által készített The Dark Pictures Anthology: Little Hope című interaktív videójáték elkészítésében, amelyben Andrew, Anthony és Abraham szerepét alakítja.
Poulter az OxyContin értékesítési képviselőjét, Billy Cutlert alakította a Hulu 2021-es Dopesick című minisorozatában. Alakításáért 2022-ben Primetime Emmy-díjra jelölték.
2021 októberében megkapta Adam Warlock szerepét A galaxis őrzői: 3. részében, amelyet 2023. május 5-én mutattak be.

## Egyéb tevékenységek
2024 szeptemberében Poultert az Alzheimer's Research UK demenciával foglalkozó jótékonysági szervezet nagykövetévé nevezték ki.

## Filmográfia

### Film
| Év   | Magyar cím                           | Eredeti cím                                              | Szerep                        | Magyar hang    |
| ---- | ------------------------------------ | -------------------------------------------------------- | ----------------------------- | -------------- |
| 2008 | Rémbo fia                            | Son of Rambow                                            | Lee Carter                    | Penke Bence    |
| 2010 | Narnia Krónikái: A Hajnalvándor útja | The Chronicles of Narnia: The Voyage of the Dawn Treader | Eustace Scrubb                | Császár András |
| 2011 |                                      | Wild Bill                                                | Dean                          |                |
| 2013 | Családi üzelmek                      | We're the Millers                                        | Kenny Rossmore / Kenny Miller | Penke Bence    |
| 2014 |                                      | Plastic                                                  | Fordy                         |                |
| 2014 | Az útvesztő                          | The Maze Runner                                          | Gally                         | Szabó Máté     |
| 2014 |                                      | Glassland                                                | Shane                         |                |
| 2015 |                                      | A Plea for Grimsby (rövidfilm)                           | Jone                          |                |
| 2015 | A visszatérő                         | The Revenant                                             | Jim Bridger                   | Penke Bence    |
| 2016 |                                      | Kids in Love                                             | Jack                          |                |
| 2017 |                                      | War Machine                                              | Rick Ortega őrmester          |                |
| 2017 | Detroit                              | Detroit                                                  | Philip Krauss                 | Penke Bence    |
| 2018 | Az útvesztő: Halálkúra               | Maze Runner: The Death Cure                              | Gally                         | Szabó Máté     |
| 2018 | A kis idegen                         | The Little Stranger                                      | Roderick "Roddy" Ayres        |                |
| 2019 |                                      | Bainne (rövidfilm)                                       | ír farmer                     |                |
| 2019 | Fehér éjszakák                       | Midsommar                                                | Mark                          | Penke Bence    |
| 2021 |                                      | The Score                                                | Troy                          |                |
| 2023 | A galaxis őrzői: 3. rész             | Guardians of the Galaxy Vol. 3                           | Adam Warlock                  | Dér Zsolt      |
| 2024 |                                      | On Swift Horses                                          | Lee                           |                |
| 2025 |                                      | Death of a Unicorn                                       | Shepard Leopold               |                |
| 2025 | Hadviselés                           | Warfare                                                  | Erik                          | Penke Bence    |

### Televízió
| Év        | Magyar cím                  | Eredeti cím                | Szerep               | Megjegyzések                                        |
| --------- | --------------------------- | -------------------------- | -------------------- | --------------------------------------------------- |
| 2007      |                             | Comedy: Shuffle            | műsorvezető          | 2 epizód                                            |
| 2008      |                             | Comedy Lab                 | több szereplő        | 1 epizód                                            |
| 2008      |                             | Lead Balloon               | édességet dobáló fiú | 1 epizód                                            |
| 2009–2010 |                             | School of Comedy           | több szereplő        | 8 epizód (forgatókönyvíró)                          |
| 2010      |                             | The Fades                  | Mac                  | 1 epizód                                            |
| 2018      | Fekete tükör – Interaktív   | Black Mirror: Bandersnatch | Colin Ritman         | - interaktív tévéfilm - magyar hangja: - Szabó Máté |
| 2021      | A föld alatti vasút         | The Underground Railroad   | Sam                  | 1 epizód                                            |
| 2021      | Dopesick                    | Dopesick                   | Billy Cutler         | minisorozat (8 epizód)                              |
| 2022      | Miért nem szóltak Evansnek? | Why Didn't They Ask Evans? | Bobby Jones          | - 3 epizód - magyar hangja:[forrás?] - Ács Balázs   |
| 2023–2024 | A mackó                     | The Bear                   | Luca                 | - 3 epizód - magyar hangja: - Tárnok Csaba          |
| 2025      | Fekete tükör                | Black Mirror               | Colin Ritman         | 1 epizód                                            |

### Videójátékok
| Év   | Cím                                      | Szerep                     | Megjegyzés             |
| ---- | ---------------------------------------- | -------------------------- | ---------------------- |
| 2020 | The Dark Pictures Anthology: Little Hope | Andrew, Anthony és Abraham | hang és motion capture |

## Fordítás
- Ez a szócikk részben vagy egészben  a   Will Poulter című angol Wikipédia-szócikk fordításán alapul.  Az eredeti cikk szerkesztőit annak laptörténete sorolja fel. Ez a jelzés csupán a megfogalmazás eredetét és a szerzői jogokat jelzi, nem szolgál a cikkben szereplő információk forrásmegjelöléseként.